# The Courageous Dr. Christian
The Courageous Dr. Christian è un film del 1940.

## Trama
Un medico combatte una epidemia che si scatena nella parte povera di una città .